# Augustinerkantorei
Die Augustiner-Kantorei wurde 1877 als Augustiner-Kirchengesangsverein gegründet und ist heute der größte übergemeindliche Oratorienchor Erfurts mit mehr als 120 Sängerinnen und Sängern. Seine musikalische Heimat hat der Chor im evangelischen Augustinerkloster zu Erfurt. Seit 2023 steht er unter der Leitung der Landeskirchenmusikdirektorin Ingrid Kasper.
Zum Programm der Augustinerkantorei gehören Oratorien, Passionen und Requiemkompositionen, die meist gemeinsam mit dem Andreas-Kammerorchester, das ebenfalls von Ingrid Kasper geleitet wird, aufgeführt werden.

## Leitung
- 1990–2023 Landeskirchenmusikdirektor Dietrich Ehrenwerth
- seit 2023 Landeskirchenmusikdirektorin Ingrid Kasper

## Chorreisen
- 2016 Japan
- 2019 England
- 2023 Krakau

## CD-Veröffentlichungen
- Laudes Organi, Label CCD Nr. 424, Januar 2004